# Nuovo Messico orientale

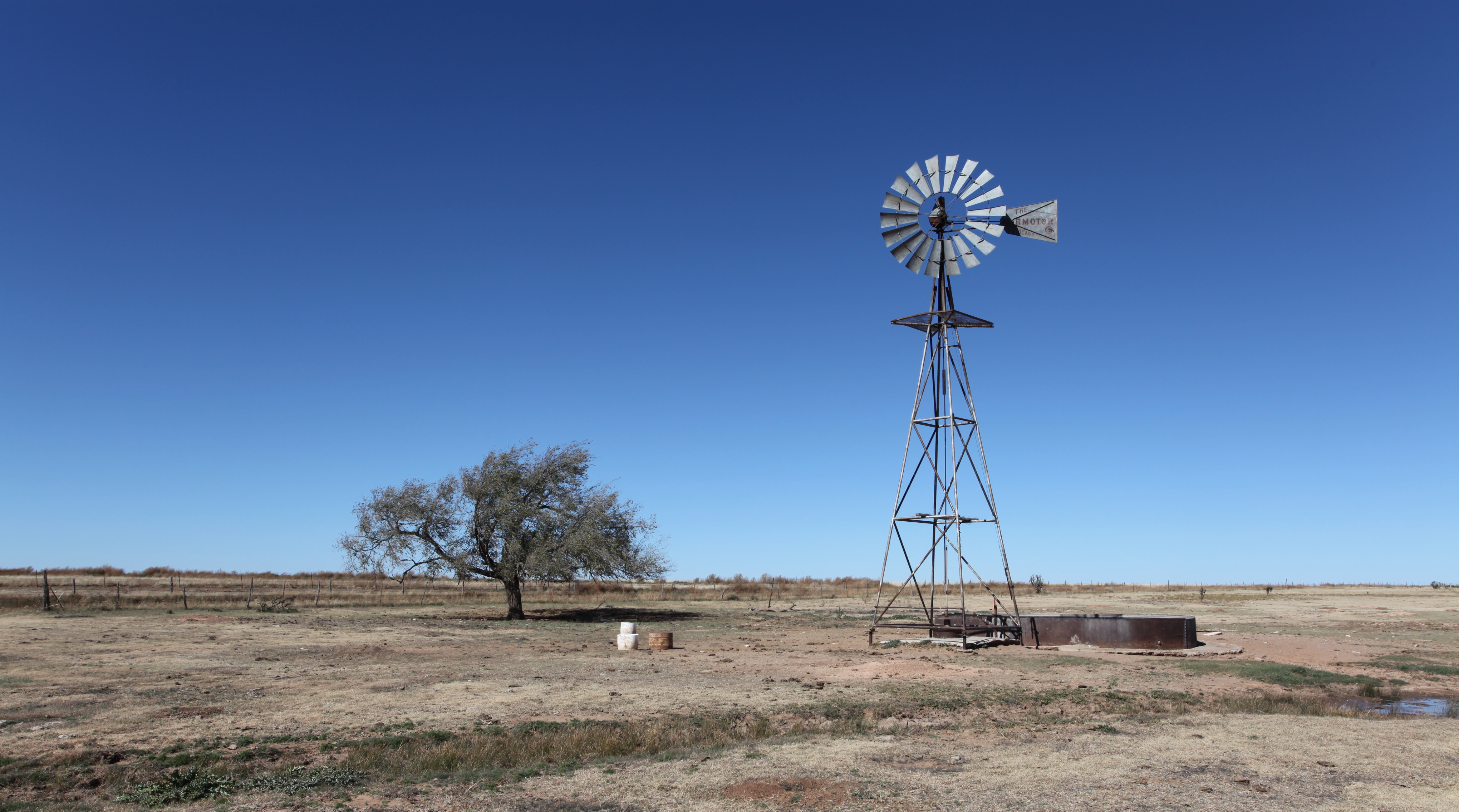
Un mulino a vento a nord di Bellview nella contea di Curry

Il Nuovo Messico orientale (in inglese Eastern New Mexico) è una regione culturalmente e geograficamente distinta all'interno dello stato del Nuovo Messico, negli Stati Uniti d'America. Si trova ad un'altitudine di 1700 m s.l.m.
Come gran parte della regione del Llano Estacado, il Nuovo Messico orientale è in gran parte agricolo e assomiglia al Texas occidentale in geografia, cultura, economia e demografia. La regione comprende parti delle contee di Curry, De Baca, Guadalupe, Lea, Quay e Roosevelt.

## Città del Nuovo Messico orientale
Le più grandi città del Nuovo Messico orientale sono:
| Città     | Popolazione (2010) |
| --------- | ------------------ |
| Roswell   | 48.366             |
| Hobbs     | 43.405             |
| Clovis    | 37.775             |
| Carlsbad  | 26.138             |
| Portales  | 12.280             |
| Tucumcari | 5.989              |

## Galleria d'immagini

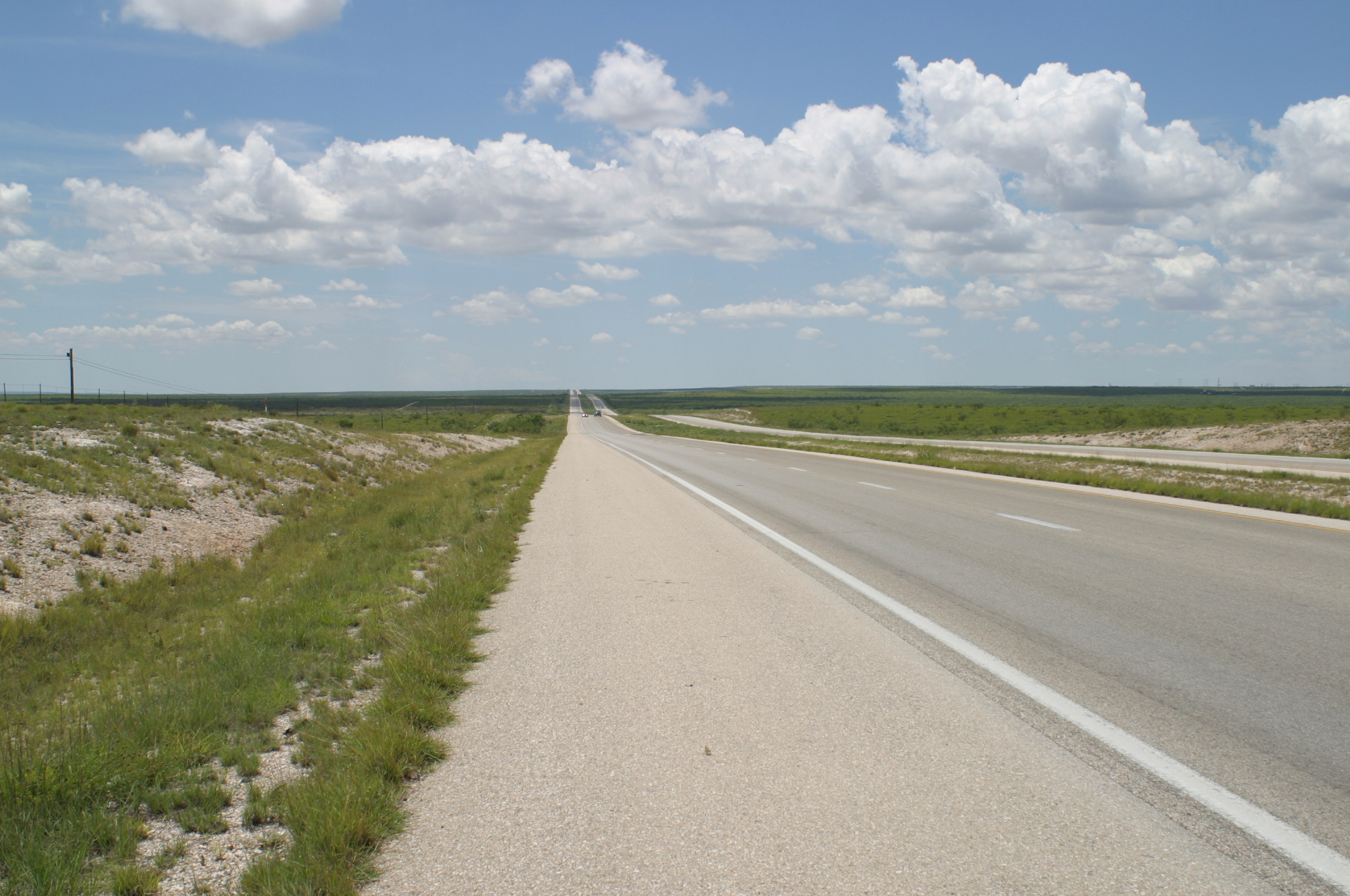
L'ovest di Hobbs, contea di Lea
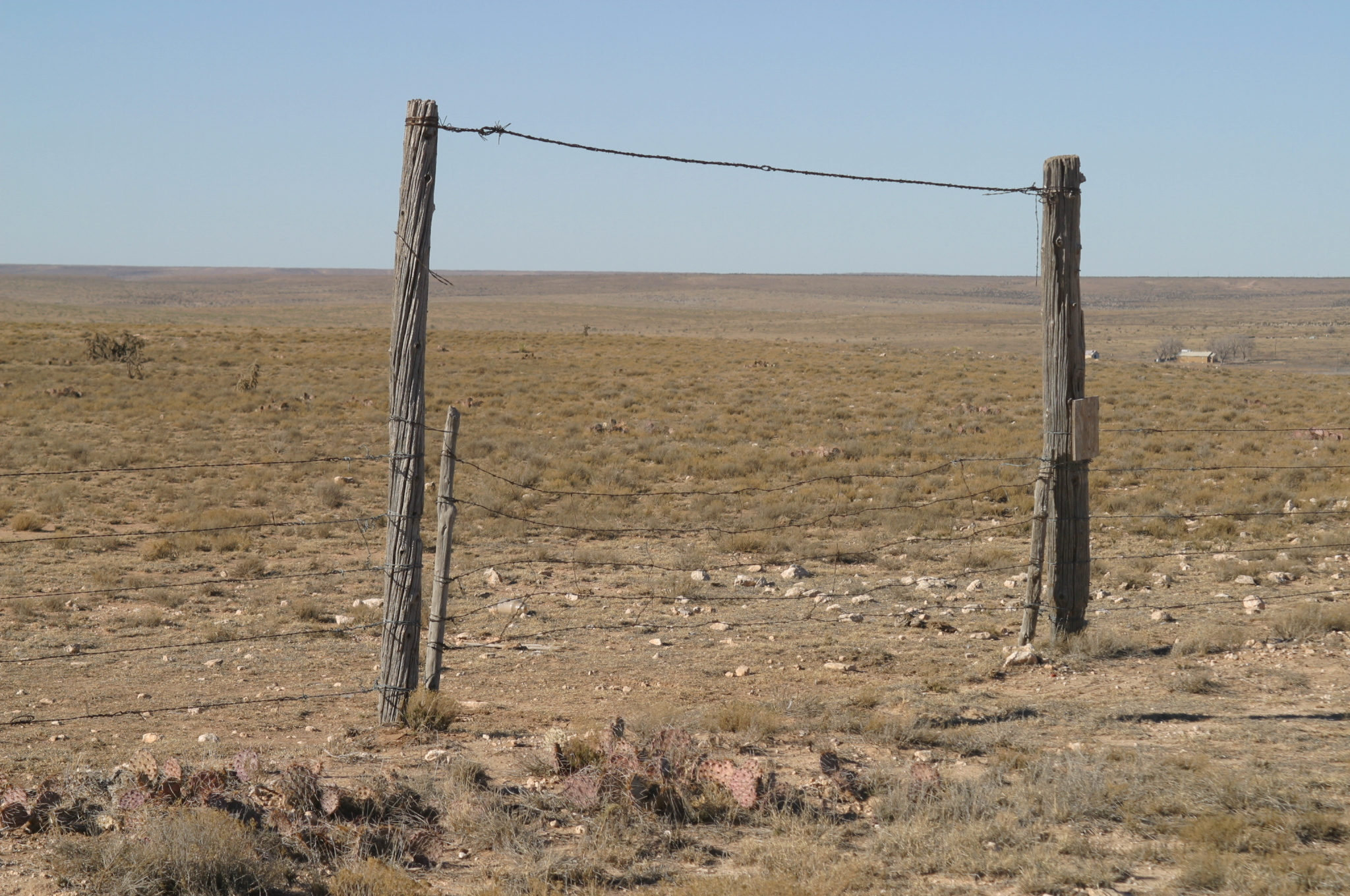
Cancello che conduce al pascolo recintato negli spazi aperti a sud di Kenna, contea di Roosevelt
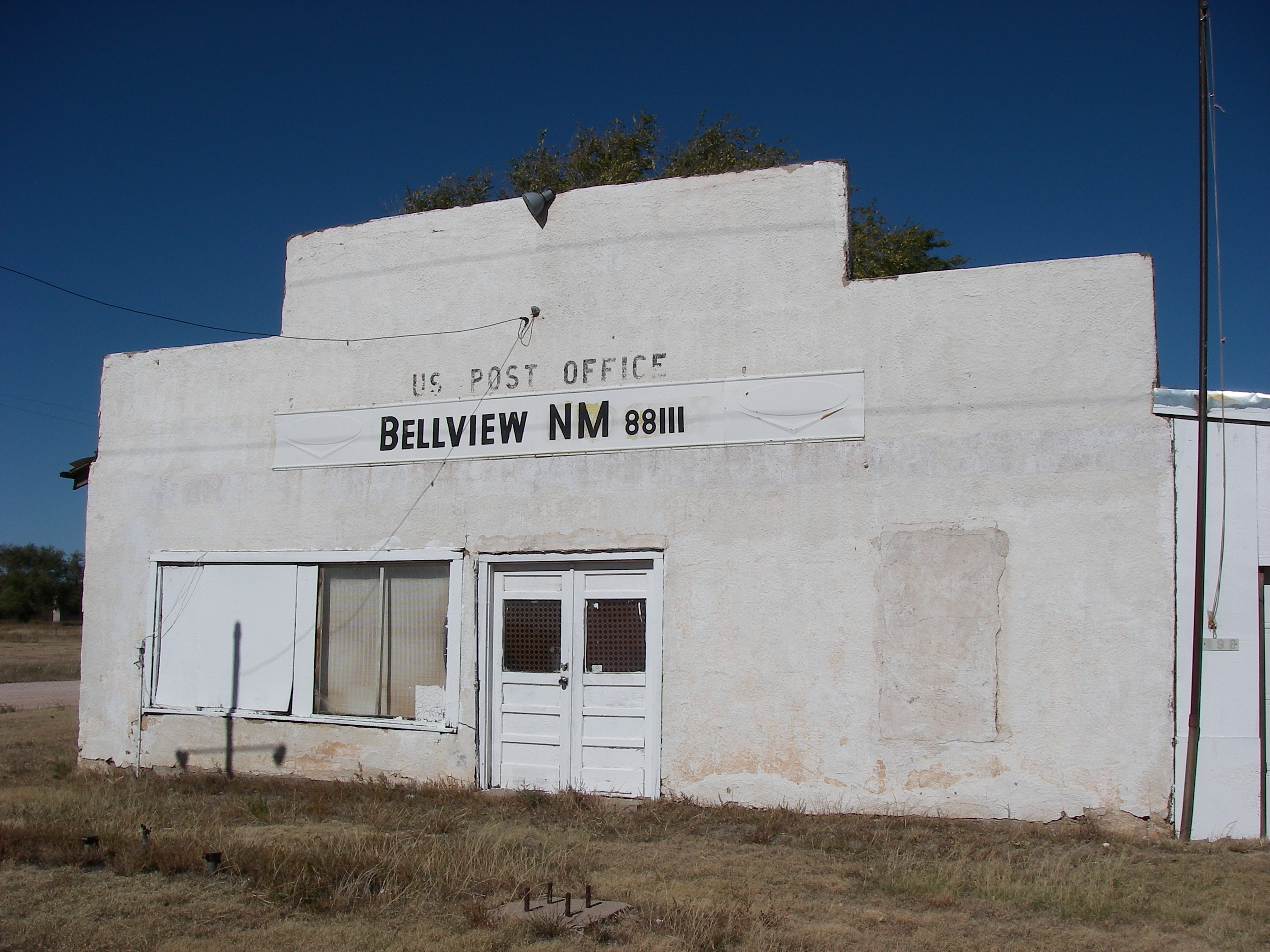
L'ufficio postale abbandonato di Bellview, contea di Curry